# Anne-Marie David

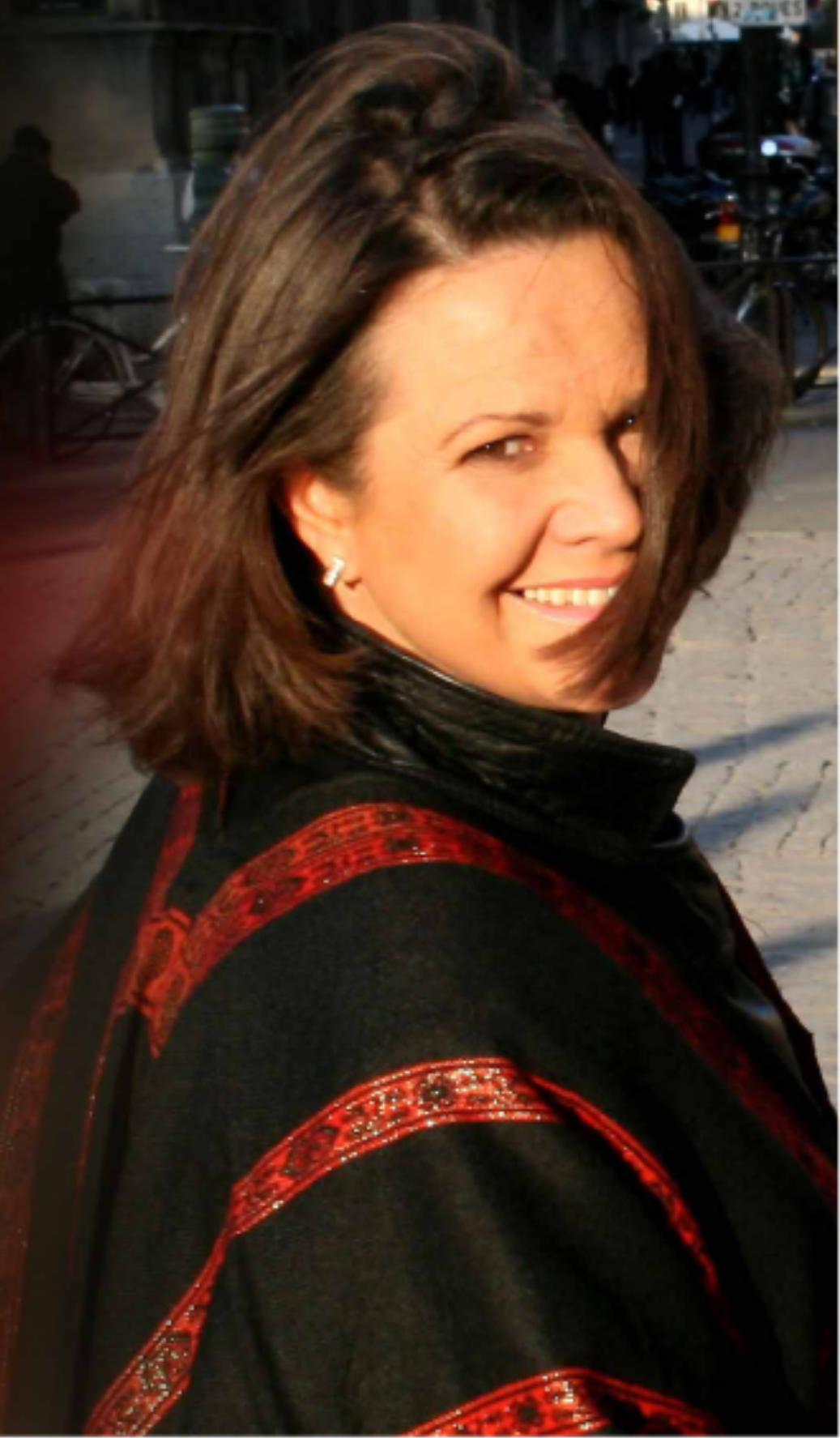
Anne-Marie David

Anne-Marie David (Casablanca, 23 mei 1952) is een Franse zangeres. Ze vertegenwoordigde als een van de weinigen verschillende landen op het Eurovisiesongfestival en dit met succes. In 1973 won ze het songfestival namens Luxemburg en in 1979 werd ze derde namens Frankrijk.

## Eurovisiesongfestival

### 1973
De eerste deelname van Anne-Marie David aan het Eurovisiesongfestival was op het festival van 1973 voor Luxemburg. Ze won toen het festival met Tu te reconnaîtras in een deelnemersveld van 17 landen, met 129 punten. De uitslag was nipt, met slechts enkele punten verschil tussen de top 3: De Spaanse groep Mocedades bracht Eres tú en werd tweede met 125 punten, de Brit Cliff Richard bracht Power to all our friends en werd derde met 123 punten.

### 1979
Zes jaar na haar songfestivalzege vertegenwoordigde David haar vaderland Frankrijk op het Eurovisiesongfestival 1979 in Jeruzalem met het lied Je suis l'enfant soleil. Ze werd derde van negentien deelnemers, met 105 punten.

### Latere jaren
In 2005 verzorgde Anne-Marie David een gastoptreden bij Congratulations: 50 Jaar Eurovisiesongfestival, waar ze Après toi van Vicky Leandros zong. In 2014 trad Anne-Marie David op in het Antwerps Sportpaleis tijdens de finale van Eurosong. Ze zong er onder meer een duet met Axel Hirsoux, de Belgische deelnemer aan het songfestival van dat jaar.

## Discografie

### Singles
| Single met eventuele hitnotering(en) in de Nederlandse Top 40 | Datum van verschijnen | Datum van binnenkomst | Hoogste positie | Aantal weken | Opmerkingen                         |
| ------------------------------------------------------------- | --------------------- | --------------------- | --------------- | ------------ | ----------------------------------- |
| Tu te reconnaîtras                                            | 1973                  | 21-4-1973             | 3               | 7            | #2 in de Daverende 30 / Alarmschijf |

### NPO Radio 2 Top 2000
| Nummer met noteringen in de NPO Radio 2 Top 2000 | '99  | '00 | '01  | '02  | '03-'04 | '05  |
| ------------------------------------------------ | ---- | --- | ---- | ---- | ------- | ---- |
| Tu te reconnaîtras                               | 1233 | -   | 1359 | 1831 | -       | 1730 |

1. ↑  Een '-' betekent dat het nummer niet was genoteerd en een vetgedrukt getal geeft de hoogste notering aan.
2. ↑  Deze tabel is bijgewerkt tot en met de laatste editie (2024).

1956: Mathé Altéry + Dany Dauberson · 
1957: Paule Desjardins · 
1958: André Claveau · 
1959: Jean Philippe · 
1960: Jacqueline Boyer · 
1961: Jean-Paul Mauric · 
1962: Isabelle Aubret · 
1963: Alain Barrière · 
1964: Rachel · 
1965: Guy Mardel · 
1966: Dominique Walter · 
1967: Noëlle Cordier · 
1968: Isabelle Aubret · 
1969: Frida Boccara · 
1970: Guy Bonnet · 
1971: Serge Lama · 
1972: Betty Mars · 
1973: Martine Clémenceau · 
1975: Nicole Rieu · 
1976: Catherine Ferry · 
1977: Marie Myriam · 
1978: Joël Prévost · 
1979: Anne-Marie David · 
1980: Profil · 
1981: Jean Gabilou · 
1983: Guy Bonnet · 
1984: Annick Thoumazeau · 
1985: Roger Bens · 
1986: Cocktail Chic · 
1987: Christine Minier · 
1988: Gérard Lenorman · 
1989: Nathalie Pâque · 
1990: Joëlle Ursull · 
1991: Amina · 
1992: Kali · 
1993: Patrick Fiori · 
1994: Nina Morato · 
1995: Nathalie Santamaria · 
1996: Dan Ar Braz & Héritage des Celtes · 
1997: Fanny · 
1998: Marie Line · 
1999: Nayah · 
2000: Sofia Mestari · 
2001: Natasha Saint-Pier · 
2002: Sandrine François · 
2003: Louisa Baïleche · 
2004: Jonatan Cerrada · 
2005: Ortal · 
2006: Virginie Pouchain · 
2007: Les Fatals Picards · 
2008: Sébastien Tellier · 
2009: Patricia Kaas · 
2010: Jessy Matador · 
2011: Amaury Vassili · 
2012: Anggun · 
2013: Amandine Bourgeois · 
2014: Twin Twin · 
2015: Lisa Angell · 
2016: Amir · 
2017: Alma · 
2018: Madame Monsieur · 
2019: Bilal Hassani · 
2021: Barbara Pravi · 
2022: Alvan & Ahez · 
2023: La Zarra · 
2024: Slimane · 
2025: Louane
1956: Michèle Arnaud + Michèle Arnaud · 
1957: Danièle Dupré · 
1958: Solange Berry · 
1960: Camillo Felgen · 
1961: Jean-Claude Pascal · 
1962: Camillo Felgen · 
1963: Nana Mouskouri · 
1964: Hugues Aufray · 
1965: France Gall · 
1966: Michèle Torr · 
1967: Vicky Leandros · 
1968: Chris Baldo & Sophie Garel · 
1969: Romuald · 
1970: David Alexandre Winter · 
1971: Monique Melsen · 
1972: Vicky Leandros · 
1973: Anne-Marie David · 
1974: Ireen Sheer · 
1975: Geraldine · 
1976: Jürgen Marcus · 
1977: Anne-Marie Besse · 
1978: Baccara · 
1979: Jeane Manson · 
1980: Sophie & Magaly · 
1981: Jean-Claude Pascal · 
1982: Svetlana · 
1983: Corinne Hermès · 
1984: Sophie Carle · 
1985: Margo, Franck, Diane, Ireen, Malcolm & Chris · 
1986: Sherisse Laurence · 
1987: Plastic Bertrand · 
1988: Lara Fabian · 
1989: Park Café · 
1990: Céline Carzo · 
1991: Sarah Bray · 
1992: Marion Welter & Kontinent · 
1993: Modern Times · 
2024: Tali · 
2025: Laura Thorn
1956: Lys Assia · 
1957: Corry Brokken · 
1958: André Claveau · 
1959: Teddy Scholten · 
1960: Jacqueline Boyer · 
1961: Jean-Claude Pascal · 
1962: Isabelle Aubret · 
1963: Grethe & Jørgen Ingmann · 
1964: Gigliola Cinquetti · 
1965: France Gall · 
1966: Udo Jürgens · 
1967: Sandie Shaw · 
1968: Massiel · 
1969: Frida Boccara, Lenny Kuhr, Salomé, Lulu · 
1970: Dana · 
1971: Séverine · 
1972: Vicky Leandros · 
1973: Anne-Marie David · 
1974: ABBA · 
1975: Teach-In · 
1976: Brotherhood of Man · 
1977: Marie Myriam · 
1978: Izhar Cohen & The Alphabeta · 
1979: Gali Atari & Milk & Honey · 
1980: Johnny Logan · 
1981: Bucks Fizz · 
1982: Nicole · 
1983: Corinne Hermès · 
1984: Herreys · 
1985: Bobbysocks · 
1986: Sandra Kim · 
1987: Johnny Logan · 
1988: Céline Dion · 
1989: Riva · 
1990: Toto Cutugno · 
1991: Carola Häggkvist · 
1992: Linda Martin · 
1993: Niamh Kavanagh · 
1994: Paul Harrington & Charlie McGettigan · 
1995: Secret Garden · 
1996: Eimear Quinn · 
1997: Katrina & the Waves · 
1998: Dana International · 
1999: Charlotte Nilsson · 
2000: Olsen Brothers · 
2001: Tanel Padar, Dave Benton & 2XL · 
2002: Marie N · 
2003: Sertab Erener · 
2004: Ruslana · 
2005: Elena Paparizou · 
2006: Lordi · 
2007: Marija Šerifović · 
2008: Dima Bilan · 
2009: Alexander Rybak · 
2010: Lena Meyer-Landrut · 
2011: Ell & Nikki · 
2012: Loreen · 
2013: Emmelie de Forest · 
2014: Conchita Wurst · 
2015: Måns Zelmerlöw · 
2016: Jamala · 
2017: Salvador Sobral · 
2018: Netta Barzilai ·
2019: Duncan Laurence ·
2021: Måneskin ·
2022: Kalush Orchestra ·
2023: Loreen ·
2024: Nemo
- Bibliothèque nationale de France: cb13822667s (data)
- Gemeinsame Normdatei: 1059651904
- International Standard Name Identifier: 0000 0000 7971 6116
- Library of Congress Control Number: n2005021685
- MusicBrainz: face7456-a8e2-462d-b648-2328ee4f506f
- Nationale Bibliotheek van Israël: 987010725497005171
- Nationale Bibliotheek van Polen: a0000002697970
- Système universitaire de documentation: 138940479
- Virtual International Authority File: 20171677